# Cora Ocllo
Cura Ocllo (Cusco, ? - Cusco, 1539) fue una ñusta y coya del imperio inca.Es considerada una heroína del Perú Antiguo.

## Biografía
Cura Ocllo fue una de las muchas hijas de Sapa Inca Huayna Cápac y de su esposa secundaria Paccha Duchicela, la Shyri XV del Reino de Quito. Se casó con su medio hermano Manco Inca, con quien llegó a tener una hija y dos hijos: Cusi Huarcay, Sayri Túpac y Túpac Amaru I. En 1533, su esposo se convirtió en el gobernante remanente del imperio incaico tras la muerte de su hermano común, Túpac Hualpa, quien a su vez había sucedido a su otro hermano Atahualpa tras su ejecución por los conquistadores españoles tres meses antes.
Cura Ocllo y sus tres hijos siguieron a Manco Inca en la rebelión que él armó en Vilcabamba con el propósito de liberar la ciudad del Cusco. Durante el cautiverio de su esposo, fue Cura Ocllo quien se encargó de liderar y organizar, desde la fortaleza de Sacsayhuamán, el bloqueo de la capital imperial.
Gonzalo Pizarro, hermano de Francisco Pizarro, estaba muy obsesionado con la Coya, por lo que exigió que Manco Inca le diera a su esposa como un tributo de guerra. El Inca se negó, pero a cambio, le ofreció a las mujeres incaicas más parecidas a Cura Ocllo vestidas como reinas. Este acto causó la ira de Gonzalo, quien ordenó a sus hombres apresar y torturar al Inca provocando con ello la guerra de Reconquista y el Sitio del Cuzco en el que muere su hermano, Juan Pizarro. 
Después de producida la batalla de las Salinas el 6 de abril de 1538, los españoles mandan una gran expedición en búsqueda de Manco Inca. Tras una gran batalla los españoles fueron burlados por el Inca pero lograron capturar a su esposa la Coya y al general Cusi Rimanchi. Los vencedores partieron inmediatamente al Cuzco y, estando descansando en Pampacona, algunos quisieron violar a la Coya pero ella se defendió cubriéndose con «cosas hediondas y de desprecio», por lo que el abuso no se consumó. Así llegaron al pueblo de Tambo, donde para vengarse de su marido entendieron más provechoso matar a la Coya, lo que hicieron los ballesteros asaeteándola inmisericordes.
Según la leyenda, el cadáver de Cora Ocllo fue puesto en una canasta, por pedido de ella antes de morir, y fue mandado por el río Vilcanota de Vilcabamba, donde fue encontrado por Manco Inca, quien le dio sepultura en 1539 y después mandó a esculpir su cuerpo con cola de sirena y decapitada.